# Чемпіонат світу з футболу 2014 (кваліфікаційний раунд, УЄФА, група E)
Кваліфікаційний раунд чемпіонату світу з футболу 2014 в зоні УЄФА у Групі E визначив учасника ЧС-2014 у Бразилії від УЄФА. Ним стала збірна Швейцарії, Ісландія вийшла до стадії плей-оф кваліфікаційного раунду.

## Турнірна таблиця
| М  | Команда   | І  | В | Н | П | МЗ | МП | РМ  | О  |
| -- | --------- | -- | - | - | - | -- | -- | --- | -- |
| 1. | Швейцарія | 10 | 7 | 3 | 0 | 17 | 6  | +11 | 24 |
| 2. | Ісландія  | 10 | 5 | 2 | 3 | 17 | 15 | +2  | 17 |
| 3. | Словенія  | 10 | 5 | 0 | 5 | 14 | 11 | +3  | 15 |
| 4. | Норвегія  | 10 | 3 | 3 | 4 | 10 | 13 | −3  | 12 |
| 5. | Албанія   | 10 | 3 | 2 | 5 | 9  | 11 | −2  | 11 |
| 6. | Кіпр      | 10 | 1 | 2 | 7 | 4  | 15 | −11 | 5  |

## Результати матчів
Зустріч відбулась у Цюриху, Швейцарія 22 листопада 2011. Делегати не дійшли згоди, тому в кіцні зустрічі відбулось жеребкування.
| 7 вересня 2012 20:30 UTC+2 |

| Албанія                         | 3 – 1           | Кіпр        |
| ------------------------------- | --------------- | ----------- |
| Садіку 35' Цані 84' Богдані 86' | Протокол(англ.) | Лабан 45+2' |

| Кемал Стафа, Тирана Глядачів: 9 400 Арбітр: Артем Кучін (Казастан) |

| 7 вересня 2012 20:30 UTC+2 |

| Словенія | 0 – 2           | Швейцарія           |
| -------- | --------------- | ------------------- |
|          | Протокол(англ.) | Джака 20' Інлер 51' |

| Стожиці, Любляна Глядачів: 13 213 Арбітр: Паоло Тальявенто (Італія) |

| 7 вересня 2012 18:45 UTC±0 |

| Ісландія                    | 2 – 0           | Норвегія |
| --------------------------- | --------------- | -------- |
| Арнасон 21' Фіннбогасон 81' | Протокол(англ.) |          |

| Лауградасвеллюр, Рейк'явік Глядачів: 8 352 Арбітр: Антоні Готьє (Франція) |

| 11 вересня 2012 20:00 UTC+3 |

| Кіпр         | 1 – 0           | Ісландія |
| ------------ | --------------- | -------- |
| Макрідес 57' | Протокол(англ.) |          |

| Антоніс Пападопулос, Ларнака Глядачів: 1 600 Арбітр: Себастьян Делферейре (Бельгія) |

| 11 вересня 2012 20:00 UTC+2 |

| Норвегія                        | 2 – 1           | Словенія  |
| ------------------------------- | --------------- | --------- |
| Генріксен 26' Й. А. Ріїсе 90+4' | Протокол(англ.) | Шулер 16' |

| Уллевол, Осло Глядачів: 11 168 Арбітр: Фірат Айдінус (Туреччина) |

| 11 вересня 2012 20:30 UTC+2 |

| Швейцарія                   | 2 – 0           | Албанія |
| --------------------------- | --------------- | ------- |
| Шачірі 23' Інлер 68' (пен.) | Протокол(англ.) |         |

| Свісспорарена, Люцерн Глядачів: 38 500 Арбітр: Овідіу Гацеган (Румунія) |

| 12 жовтня 2012 19:00 UTC+2 |

| Албанія   | 1 – 2           | Ісландія                        |
| --------- | --------------- | ------------------------------- |
| Джані 29' | Протокол(англ.) | Б'ярнасон 18' Г. Сігурдссон 81' |

| Кемал Стафа, Тирана Глядачів: 4 000 Арбітр: Тоні Асумаа (Фінляндія) |

| 12 жовтня 2012 20:30 UTC+2 |

| Швейцарія      | 1 – 1           | Норвегія      |
| -------------- | --------------- | ------------- |
| Гавранович 79' | Протокол(англ.) | Гангеланд 81' |

| Стад де Суїсс, Берн Глядачів: 31 516 Арбітр: Давід Фернандес Борбалан (Іспанія) |

| 12 жовтня 2012 20:45 UTC+2 |

| Словенія        | 2 – 1           | Кіпр          |
| --------------- | --------------- | ------------- |
| Матавж 38', 61' | Протокол(англ.) | Алонефтіс 83' |

| Людський, Maribor Глядачів: 7 988 Арбітр: Іван Кружляк (Словаччина) |

| 16 жовтня 2012 21:00 UTC+3 |

| Кіпр          | 1 – 3           | Норвегія                                    |
| ------------- | --------------- | ------------------------------------------- |
| Алонефтіс 42' | Протокол(англ.) | Гангеланд 45' Еліюнуссі 81' (пен.) Кінг 83' |

| Стадіон імені Антоніса Пападопулоса, Ларнака Глядачів: 2 493 Арбітр: Павел Гіл (Польща) |

| 16 жовтня 2012 18:30 UTC±0 |

| Ісландія | 0 – 2           | Швейцарія                   |
| -------- | --------------- | --------------------------- |
|          | Протокол(англ.) | Барнетта 66' Гаврановіч 79' |

| Лаугардасвеллюр, Рейк'явік Глядачів: 8 369 Арбітр: Алан Келлі (Ірландія) |

| 16 жовтня 2012 20:45 UTC+2 |

| Албанія  | 1 – 0           | Словенія |
| -------- | --------------- | -------- |
| Роші 37' | Протокол(англ.) |          |

| Стадіон імені Кемала Стафи, Тирана Глядачів: 9 000 Арбітр: Мартін Ганссон (Швеція) |

| 22 березня 2013 18:00 UTC+1 |

| Словенія      | 1 – 2           | Ісландія               |
| ------------- | --------------- | ---------------------- |
| Новакович 34' | Протокол(англ.) | Г. Сігурдссон 55', 78' |

| Стожиці, Любляна Глядачів: 6 000 Арбітр: Ставрос Трітсоніс (Греція) |

| 22 березня 2013 19:00 UTC+1 |

| Норвегія | 0 – 1           | Албанія    |
| -------- | --------------- | ---------- |
|          | Протокол(англ.) | Саліхі 67' |

| Уллевол, Осло Глядачів: 11 207 Арбітр: Кевін Блом (Нідерланди) |

| 23 березня 2013 18:30 UTC+2 |

| Кіпр | 0 – 0           | Швейцарія |
| ---- | --------------- | --------- |
|      | Протокол(англ.) |           |

| ГСП, Нікосія Глядачів: 3 572 Арбітр: Мануель Грефе Німеччина) |

| 7 червня 2013 20:30 UTC+2 |

| Албанія  | 1 – 1           | Норвегія  |
| -------- | --------------- | --------- |
| Рама 41' | Протокол(англ.) | Геглі 87' |

| Кемал Стафа, Тирана Арбітр: Вільям Каллам (Шотландія) |

| 7 червня 2013 19:00 UTC±0 |

| Ісландія                             | 2 – 4           | Словенія                                      |
| ------------------------------------ | --------------- | --------------------------------------------- |
| Б'ярнасон 22' Фіннбогасон 26' (пен.) | Протокол(англ.) | Кірм 11' Бірса 31' (пен.) Цесар 61' Крхін 85' |

| Лауградасвеллюр, Рейк'явік Арбітр: Фелікс Цваєр (Німеччина) |

| 8 червня 2013 17:30 UTC+2 |

| Швейцарія     | 1 – 0           | Кіпр |
| ------------- | --------------- | ---- |
| Сеферович 90' | Протокол(англ.) |      |

| Стад де Женев, Женева Арбітр: Паоло Маццолені (Італія) |

| 6 вересня 2013 19:00 UTC+2 |

| Норвегія               | 2 – 0           | Кіпр |
| ---------------------- | --------------- | ---- |
| Ельюнуссі 43' Кінг 66' | Протокол(англ.) |      |

| Уллевол, Осло Глядачів: 11 295 Арбітр: Кенн Гансен (Данія) |

| 6 вересня 2013 20:30 UTC+2 |

| Словенія  | 1 – 0           | Албанія |
| --------- | --------------- | ------- |
| Кампл 19' | Протокол(англ.) |         |

| Стожиці, Любляна Глядачів: 13 843 Арбітр: Іштван Вад (Угорщина) |

| 6 вересня 2013 20:30 UTC+2 |

| Швейцарія                                        | 4 – 4           | Ісландія                                  |
| ------------------------------------------------ | --------------- | ----------------------------------------- |
| Ліхтштайнер 15', 30' Шер 27' Джемаїлі 54' (пен.) | Протокол(англ.) | Гудмундссон 3', 68', 90+1' Сігторссон 56' |

| Стад де Суїсс, Берн Глядачів: 26 000 Арбітр: Сергій Карасьов (Росія) |

| 10 вересня 2013 19:00 UTC+2 |

| Норвегія | 0 – 2           | Швейцарія    |
| -------- | --------------- | ------------ |
|          | Протокол(англ.) | Шер 12', 51' |

| Уллевол, Осло Глядачів: 16 631 Арбітр: Говард Вебб (Англія) |

| 10 вересня 2013 21:30 UTC+3 |

| Кіпр | 0 – 2           | Словенія                 |
| ---- | --------------- | ------------------------ |
|      | Протокол(англ.) | Новакович 12' Ілічич 80' |

| ГСП, Нікосія Глядачів: 700 Арбітр: Рудді Буке (Франція) |

| 10 вересня 2013 19:00 UTC±0 |

| Ісландія                     | 2 – 1           | Албанія |
| ---------------------------- | --------------- | ------- |
| Б'ярнасон 14' Сігторссон 47' | Протокол(англ.) | Рама 9' |

| Лауградасвеллюр, Рейк'явік Глядачів: 9 768 Арбітр: Мартін Аткінсон (Англія) |

| 11 жовтня 2013 20:30 UTC+2 |

| Албанія           | 1 – 2           | Швейцарія           |
| ----------------- | --------------- | ------------------- |
| Саліхі 89' (пен.) | Протокол(англ.) | Шачірі 48' Ланг 79' |

| Кемал Стафа, Тирана Арбітр: Педру Проенса (Португалія) |

| 11 жовтня 2013 18:45 UTC±0 |

| Ісландія                      | 2 – 0           | Кіпр |
| ----------------------------- | --------------- | ---- |
| Сігторссон 60' Сігурдссон 76' | Протокол(англ.) |      |

| Лауградасвеллюр, Рейк'явік Арбітр: Іштван Вад (Угорщина) |

| 11 жовтня 2013 20:45 UTC+2 |

| Словенія                | 3 – 0           | Норвегія |
| ----------------------- | --------------- | -------- |
| Новакович 13', 15', 49' | Протокол(англ.) |          |

| Глядачів: Людськи врт, Марибор Арбітр: Карлос Веласко Карбальйо (Іспанія) |

| 15 жовтня 2013 19:00 UTC+3 |

| Кіпр | 0 – 0           | Албанія |
| ---- | --------------- | ------- |
|      | Протокол(англ.) |         |

| ГСП, Нікосія Арбітр: Іван Бебек (Хорватія) |

| 15 жовтня 2013 20:00 UTC+2 |

| Норвегія   | 1 – 1           | Ісландія       |
| ---------- | --------------- | -------------- |
| Бротен 30' | Протокол(англ.) | Сігторссон 12' |

| Уллевол, Осло Арбітр: Паоло Тальявенто (Італія) |

| 15 жовтня 2013 20:00 UTC+2 |

| Швейцарія | 1 – 0           | Словенія |
| --------- | --------------- | -------- |
| Джака 74' | Протокол(англ.) |          |

|  |

## Бомбардири
5 голів
| - Миливоє Новакович |

4 голи
| - Колбейнн Сігторссон | - Гілфі Сігурдссон |  |

3 голи
| - Біркір Б'ярнасон | - Йоганн Берг Гудмундссон | - Фабіан Шер |